# Angela Laurier

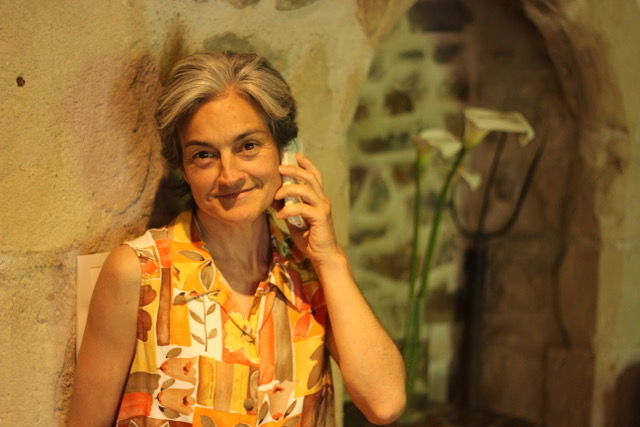
Portrait von Angela Laurier (2019)

Angela Laurier (* 4. Februar 1962 in Terrace; † 19. Mai 2024 in Tollevast) war eine kanadische Zirkuskünstlerin, Kontorsionistin und Regisseurin, die 1984 als Artistin Teil der ersten Produktion von Cirque du Soleil war.

## Leben und Schaffen
Als Angela Laurier fünf Jahre alt war, zog ihre Familie von British Columbia in die Stadt Québec. Bereits als Kind und Jugendliche trainierte Laurier Gymnastik auf Wettbewerbsniveau und nahm Akrobatik-, Tanz-, Schauspiel- und Gesangsunterricht. Mit 13 Jahren trat sie in der musikalischen Komödie Les Enfants du Ciel von Michel Conte auf (unter dem gleichnamigen Titel wurde auch ein Album veröffentlicht) sowie während vier Jahren in der kanadischen Fernsehserie Pop Citrouille. Als 18-Jährige entdeckte sie, nachdem sie den Auftritt einer chinesischen Kontorsionistin gesehen hatte, die Kontorsion für sich.
Von 1979 bis 1983 arbeitete Laurier für die von Michel Barette gegründete Straßentheatergruppe L’Escouade de l’instant tanné. 1983 schloss sie sich in Québec der belgischen Straßentheatergruppe Cirque du Trottoir an. 1984 wurde sie als Kontorsionistin Teil des ersten Programms vom frisch gegründeten Cirque du Soleil. Mit dem damals noch viel kleineren, aber rasch erfolgreichen kanadischen Zirkus war sie bis 1988 auf Tournee. Laurier sah den Wachstum des Zirkusunternehmens kritisch, beendete dann ihren Vertrag und ging nach Europa.
Dort arbeitete sie unter anderem am Tigerpalast Varieté in Frankfurt am Main mit einer Darbietung am Vertikalseil. Es folgten diverse Engagements am Theater, etwa 1992 in der Rolle von Puck in Ein Sommernachtstraum von William Shakespeare, inszeniert von Robert Lepage am Royal National Theater in London. Oder sie spielte eine Rolle in einer Romanadaption von The Bridge (Iain Banks) vom kanadischen Theaterregisseur Jean-Frédéric Messier. In Deutschland und Frankreich trat sie als Mitglied des deutsch-französischen Rockzirkus Gosh auf. Ende der 1990er Jahre ließ sich Laurier definitiv in Frankreich nieder. Dort folgten 2001 Stückentwicklungen mit dem Theaterregisseur David Noir. In den Inszenierungen des Tänzers und Choreographen François Verret spielte sie unter anderem am Festival d’Avignon. 2002 trat sie außerdem in dem Opern-Zirkus Sama Samaruck suck suck von Carlos Santos auf.
Bereits 1988, nach der Beendigung ihrer Arbeit beim Cirque du Soleil, hatte Angela Laurier ein Konzept für ein eigenes Stück geschrieben, in dem es um ihre Familie und vor allen Dingen um ihren Bruder geht. Als Kind wurde sie von ihrem großen Bruder Dominique Laurier zum Gymnastik-Unterricht begleitet. Zeitgleich zu ihren Anfängen als Kontorsionistin musste sich ihr Bruder aufgrund einer Schizophrenie-Erkrankung in die Psychiatrie begeben. 1999 schrieb Angela Laurier das Stück Mon Grand Frère (dt. „Mein großer Bruder“), das im Rahmen der Compagnie Contre Pour von Michel Dallaire inszeniert wurde.
Während einer Residenz in La Brèche, einem öffentlich geförderten Zirkuskreationsort in Cherbourg, traf sie 2004 auf den Soundingenieur und Musiker Manuel Pasdelou. Gemeinsam mit ihm gründete Angela Laurier 2006 ihre eigene Kompanie (Compagnie Angela Laurier). Im Rahmen der Kompanie erarbeitete sie Künstlerin die Trilogie Déversoir (2008), J’aimerais pouvoir rire (2010) und L’Angela Bête (2012). Déversoir und J’aimerais pouvoir rire drehen sich um ihren Bruder Dominique Laurier. Gemeinsam mit Manuel Pasdelou gelang es mit ihrem Bruder, der inzwischen seit über zwanzig Jahren in einer psychiatrischen Klinik lebt, ein Stück zu erarbeiten mit Livemusik, dokumentarischen Videoelementen, Lichtprojektionen und Bewegungsteilen. Im Stück standen die Künstlerin und ihr Bruder zusammen auf der Bühne. Auf die Premiere im Kulturzentrum Les Subsitances in Lyon folgte eine mehrmonatige internationale Tourneephase. Im Jahr 2010 hatte das Stück J’aimerais pouvoir rire, inszeniert von der Schauspielerin und Schwester Lucie Laurier, Premiere am Théâtre National de Chaillot in Paris. Es folgten ebenfalls zahlreiche internationale Gastspiele. In der Inszenierung L’Angela Bête (2012) verhandelte Laurier dann ihre Anfänge auf und hinter der Bühne als Kind und Jugendliche. Der Titel des Stücks ist ein Wortspiel: Das Angela Tier (bête frz. für „Tier“), oder als l’ange et la bête für „der Engel und das Tier“.
2013 wurde Angela Laurier für ihr Schaffen von der französischen Autorengesellschaft SACD mit dem Preis im Bereich der Zirkuskünste ausgezeichnet. Es folgten verschiedene eigene Arbeiten und Engagements, unter anderem war Angela Laurier Teil der Produktionen Talk Show von Gaël Santisteva und La fille du collectionneur von Théo Mercier. Darüber hinaus war sie immer wieder als Gastdozentin am Centre National des Arts du Cirque (CNAC) in Châlons-en-Champagne tätig oder gab Workshops in Gefängnissen.
62-jährig nahm sich Angela Laurier im Mai 2024 in Frankreich das Leben. Ehemalige Berufskollegen und Wegbegleiter bezeichnen sie als starke, mutige und äußerst engagierte Künstlerin.